# Procambarus pogum
Procambarus pogum är en sötvattenlevande kräfta som lever endemiskt i USA.